# Idioctis littoralis
Idioctis littoralis är en spindelart som beskrevs av H. C. Abraham 1924. Idioctis littoralis ingår i släktet Idioctis och familjen Barychelidae.
Artens utbredningsområde är Singapore. Inga underarter finns listade i Catalogue of Life.